# Landevieille
Landevieille là một xã ở tỉnh Vendée trong vùng Pays de la Loire, Pháp. Xã này có diện tích 13,57 km², dân số năm 2006 là 1047 người. Xã này nằm ở khu vực có độ cao trung bình 20 mét trên mực nước biển.

## Biến động dân số
| Năm    | 1                                            | 1962 | 1968 | 1975 | 1982 | 1990 | 1999 | 2006  |
| ------ | -------------------------------------------- | ---- | ---- | ---- | ---- | ---- | ---- | ----- |
| Dân số | Số liệu từ năm 1962: Dân số không tính trùng | 568  | 629  | 616  | 630  | 646  | 791  | 1 047 |